# Creepersy
Creepersy (ang. creep - dziwny, okropny) – rodzaj butów o charakterystycznej, grubej, karbowanej podeszwie (platformie), wykonanej z gumy, najczęściej o zamszowej i skórzanej cholewce. Identyfikowane są ze stylem grunge, punk rock, goth. 

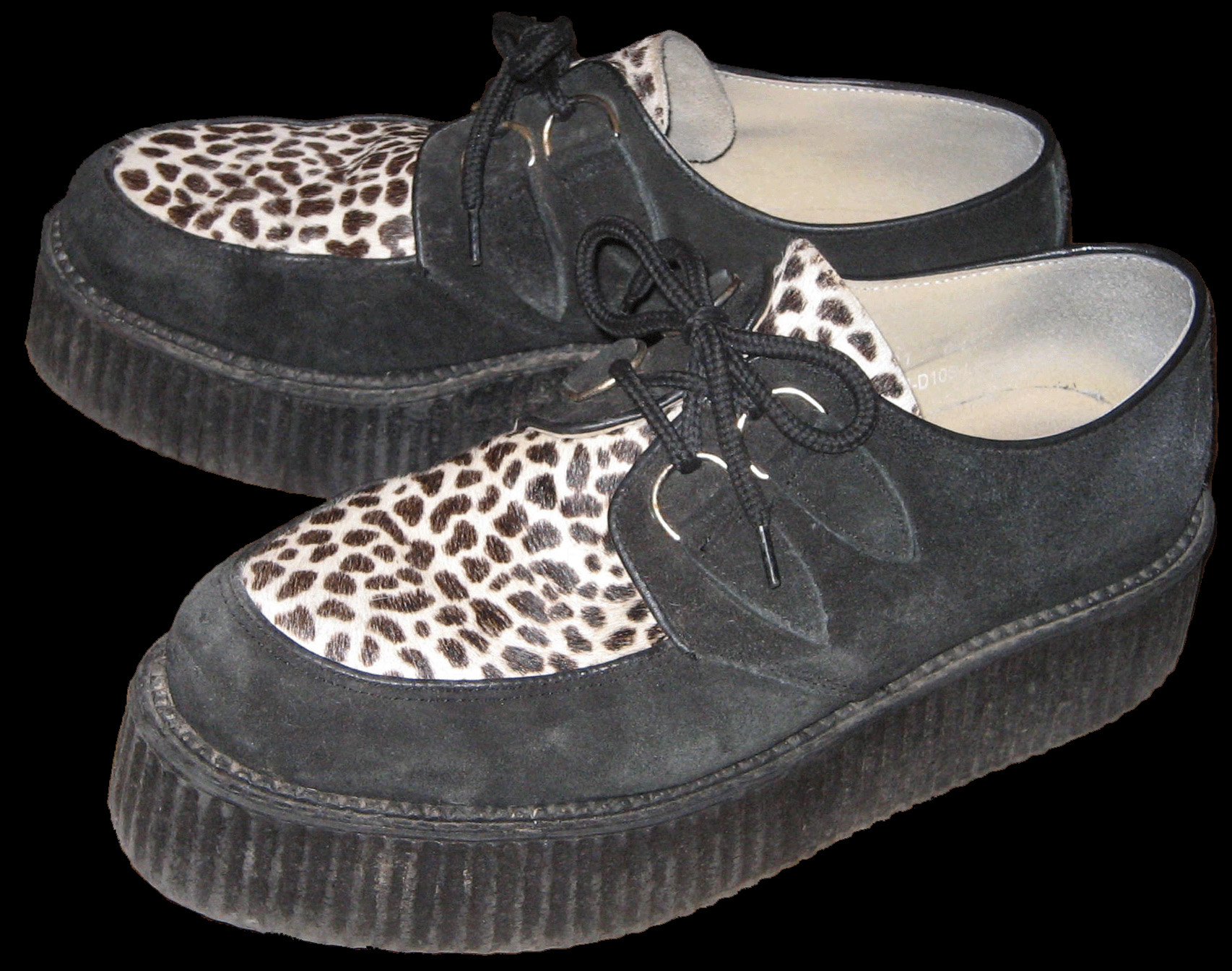
Klasyczne creepersy

## Historia
Creepersy były wykorzystywane przez brytyjskich żołnierzy, a później, jak wiele wojskowych elementów garderoby, trafiły do mody codziennej. Model tych butów stał się bardziej popularny podczas II wojny światowej w północnej Afryce, gdzie sprawdziły się jako m.in. ochrona przed gorącym piaskiem na pustyni i zapewniały bezszelestne poruszanie się. Początkowo creepersy noszone były tylko przez mężczyzn, dodawały im wzrostu i pewności siebie. Przez lata zmieniły się rodzaje tych butów, jak również okazje, na które je zakładano.

### Teddy Boys
W 1949 roku firma George Cox Footwear z siedzibą w Wielkiej Brytanii zaczęła projektować solidne buty inspirowane żołnierskimi modelami na grubej podeszwie. Jako pierwsi creepersy przyswoili sobie tzw. "Teddy Boys", czyli jedna z ówczesnych powojennych subkultur. Teddy Boys pochodzili najczęściej z niższych klas społecznych i ubogich rodzin. Żyjąc w czasach o niepewnej przyszłości, pragnęli wyrażać swój bunt wobec nieprzychylnej rzeczywistości poprzez strój, a ozdobne, masywne creepersy idealnie komponowały się z długą marynarką, wąskimi spodniami i zaczesanymi włosami.  Schyłek subkultury Teddy Boysów nastąpił dość szybko, głównie z powodu powiązań z miejskimi gangami, przestępczością i ogólnym konfliktem z prawem. Poza tym do głosu coraz bardziej zaczęła dochodzić subkultura modsów chodząca w sztybletach.  Na jakiś czas creepersy kojarzone z buntem straciły na popularności. Nie trwało to jednak długo, za sprawą Vivienne Westwood królowej punku, która wraz z Malcolmem McLarenem w 1971 roku otworzyła w Londynie butik "Let it Rock" przy King's Road. Ich oferta początkowo skierowana była do zapomnianych już Teddy Boysów, jednak wraz z kilkukrotną zmianą szyldu poprzez "Too Fast to Live Too Young to Die" aż po "Seditionaries", w butiku zaczęli ubierać się pierwsi punkowcy. Buty przetrwały dzięki swojemu buntowniczemu wizerunkowi i stanowiły alternatywę dla martensów.

### Lata 80 i 90 XX wieku
W latach osiemdziesiątych kreatorzy mody zmienili grubość podeszwy, dając im łagodniejszy charakter i zestawiali je nawet z sukienkami, ale też w formie klasycznej. Natomiast w latach dziewięćdziesiątych wycofano całkowicie kauczukową podeszwę butów.

## Rozwój creepersów w XXI wieku

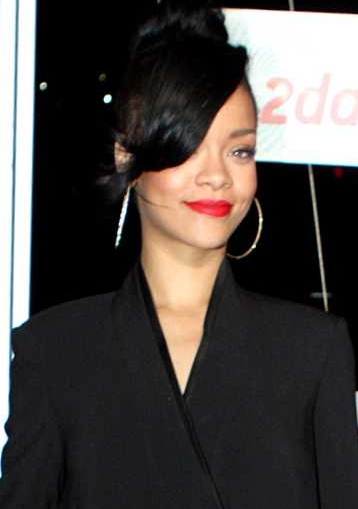
Rihanna – pomysłodawczyni kolekcji Puma z wykorzystaniem creepersów

Obecnie oferta jest dużo bardziej urozmaicona i szersza. Buty są lżejsze, wykonywane z różnorodnych materiałów, posiadają wiele dodatków, jak na przykład: ćwieki, wstążki, futra, brokat oraz są w różnej kolorystyce i wzorach, czego nie było we wcześniejszych latach. Są promowane i noszone przez celebrytów, takich jak: Rita Ora, Jessie J czy Rihanna.

### Rihanna i jej kolekcja Puma x FENTY
Rihanna we współpracy z marką Puma zaprojektowała buty wzorowane na creepersach, na podwyższonej platformie w trzech kolorach: beżowym, czarnym oraz czarnym z białym paskiem. W 2017 roku Rihanna powtórzyła projekt z Pumą, ale rozszerzono kolekcje o buty wykonane z innych materiałów, np. lakierowana skóra. Tym samym Rihanna przyczyniła się do ponownego wzrostu zainteresowania tym modelem butów, jakim są creepersy.